# Acordo de Luanda
O Acordo de Luanda é um cessar-fogo e normalização das relações de 2002 entre o governo de Uganda e a República Democrática do Congo (RDC), assinado em Luanda, Angola. Procurou pôr fim à Segunda Guerra do Congo em curso e teve implicações de longo alcance para a paz regional. O Acordo de Luanda tornou-se uma base para acordos de paz em África e é visto com bons olhos por entidades externas, como as Nações Unidas e a União Europeia.

## Histórico
O conflito no Congo foi chamado de centro da "guerra mundial da África”. Embora o país tenha conquistado a independência na década de 1960, foi acompanhada por uma guerra civil. O conflito inicial foi breve, mas seguiu-se uma luta mais longa e sangrenta. Em 1997, começou a Primeira Guerra do Congo, seguida pela Segunda Guerra do Congo em 1998. Vários outros países africanos envolveram-se.

### Relações entre Uganda e a República Democrática do Congo
A relação entre o Uganda e a República Democrática do Congo foi atormentada pela violência durante décadas. Uganda tem saqueado minerais valiosos da República Democrática do Congo desde a década de 1990. A relação é complicada pelas Forças Democráticas Aliadas, um grupo rebelde que ataca o oeste do Uganda desde o início da década de 1990 até à década de 2000. O Presidente do Uganda, Yoweri Museveni, culpou a RDC e a ONU pela continuação da existência do grupo.

## Acordo
O acordo foi assinado em setembro de 2002 entre os governos do Uganda e da República Democrática do Congo, sob Yoweri Museveni e Joseph Kabila respectivamente, e foi testemunhado e assinado pelo presidente angolano José Eduardo dos Santos. Estabeleceu um cessar-fogo, normalizou as relações entre os dois países e dispôs a retirada das tropas ugandenses do leste da RDC com Angola sendo responsável por verificar sua implementação. Foi resultado de negociações realizadas em agosto em Luanda entre delegações dos dois países, representados por Augustin Katumba Mwanke (ministro da Presidência da República Democrática do Congo) e James Wapakabulo (ministro dos Negócios Estrangeiros do Uganda) sob a mediação do Ministro das Relações Exteriores de Angola, João Miranda, que culminaram em um memorando de entendimento assinado em 15 de agosto.  Antes deste acordo, os dois países viveram períodos prolongados de conflito armado. Embora este acordo procurasse reconstruir a estabilidade regional, é questionável quanto a obtenção de uma paz/reconstrução duradoura.

## Reação
A União Europeia emitiu uma declaração aplaudindo o Acordo de Luanda como um mecanismo de ajuda aos esforços de paz. No entanto, a UE também reconheceu que a continuação dos combates entre o povo congolês é uma razão para o Uganda continuar a proteger as pessoas através da sua presença.